# Пајн Хејвен (Вајоминг)
Пајн Хејвен (енгл. Pine Haven) град је у америчкој савезној држави Вајоминг.

## Демографија
По попису из 2010. године број становника је 490, што је 268 (120,7%) становника више него 2000. године.
| Група             | 2000.       | 2010.       |
| Белци             | 214 (96,4%) | 475 (96,9%) |
| Афроамериканци    | 0 (0,0%)    | 0 (0,0%)    |
| Азијати           | 0 (0,0%)    | 1 (0,2%)    |
| Хиспаноамериканци | 0 (0,0%)    | 5 (1,0%)    |
| Укупно            | 222         | 490         |